# Кјеза дела Ђулијана (Напуљ)
Кјеза дела Ђулијана је насеље у Италији у округу Напуљ, региону Кампанија.
Према процени из 2011. у насељу је живело 261 становника. Насеље се налази на надморској висини од 50 м.